# Apéryjeva konstanta
Apéryjeva konstanta je v matematiki, na meji med teorijo števil in specialnimi funkcijami, vsota obratnih vrednosti kubov naravnih števil (pozitivnih celih števil). Določena je kot število:
{\displaystyle {\begin{aligned}\zeta (3)&=\sum _{n=1}^{\infty }{\frac {1}{n^{3}}}\\&=\lim _{n\to \infty }\left({\frac {1}{1^{3}}}+{\frac {1}{2^{3}}}+\cdots +{\frac {1}{n^{3}}}\right)\!\,,\end{aligned}}}
kjer je {\displaystyle \zeta \!\,} Riemannova funkcija zeta. Njena približna desetiška vrednost je enaka (OEIS A002117):
{\displaystyle \zeta (3)=1,20205\ 69031\ 59594\ 28539\ 97381\ 61511\ 44999\ 07649\ 86292\ldots \!\,.}
Realna konstanta se imenuje po Rogerju Apéryju. 

## Uporabe
Konstanta se naravno pojavlja v mnogih fizikalnih problemih, vključno z izrazi drugega in tretjega reda elektronskega giromagnetnega razmerja s pomočjo kvantne elektrodinamike (QED). Pojavlja se tudi pri analizi naključnih minimalno vpetih dreves in v povezavi s funkcijo gama pri reševanju določenih integralov z eksponentnimi funkcijami v količniku, ki se občasno pojavlja v fiziki, na primer pri izračunavanju dvorazsežnega primera Debyjevega modela in Sfefan-Boltzmannovega zakona.

## Značilnosti
Apéry je leta 1978 dokazal, da je konstanta iracionalno število. Ta rezultat je znan kot Apéryjev izrek. Izvirni dokaz je kompleksen in težek za razumevanje. Kasneje so našli preprostejše dokaze.
Beukersov preprostejši dokaz iracionalnosti vključuje aproksimacijo integranda znanega trojnega integrala za {\displaystyle \zeta (3)\!\,}:
{\displaystyle \zeta (3)=\int _{0}^{1}\int _{0}^{1}\int _{0}^{1}{\frac {1}{1-xyz}}\,\mathrm {d} x\,\mathrm {d} y\,\mathrm {d} z\!\,}
z Legendrovimi polinomi. Van der Poortenov članek še posebej obravnava ta pristop, kjer je navedeno, da velja:
{\displaystyle I_{3}:=-{\frac {1}{2}}\int _{0}^{1}\int _{0}^{1}{\frac {P_{n}(x)P_{n}(y)\log(xy)}{1-xy}}\,\mathrm {d} x\,\mathrm {d} y=b_{n}\zeta (3)-a_{n}\!\,,}
kjer so {\displaystyle |I|\leq \zeta (3)(1-{\sqrt {2}})^{4n}\!\,}, {\displaystyle P_{n}(z)\!\,} Legendrovi polinomi, podzaporedja {\displaystyle b_{n},2\operatorname {lcm} (1,2,\ldots ,n)\cdot a_{n}\in \mathbb {Z} } pa so cela ali skoraj cela števila.
Ni znano ali je Apéryjeva konstanta transcendentno število. Znano je da je algebrska perioda. To takoj sledi iz oblike njenega trojnega integrala.

## Predstavitve z vrstami

### Klasično
Euler je poleg osnovne vrste: 
{\displaystyle \zeta (3)=\sum _{k=1}^{\infty }{\frac {1}{k^{3}}}\!\,}
leta 1772 podal vrsto:
{\displaystyle \zeta (3)={\frac {\pi ^{2}}{7}}\left(1-4\sum _{k=1}^{\infty }{\frac {\zeta (2k)}{2^{2k}(2k+1)(2k+2)}}\right)\!\,,}
ki so jo kasneje večkrat ponovno odkrili.
Med druge klasične predstavitve z vrstami spadata vrsti:
{\displaystyle \zeta (3)={\frac {8}{7}}\sum _{k=0}^{\infty }{\frac {1}{(2k+1)^{3}}}\!\,,}
{\displaystyle \zeta (3)={\frac {4}{3}}\sum _{k=0}^{\infty }{\frac {(-1)^{k}}{(k+1)^{3}}}\!\,.}

### Hitra konvergenca
Od 19. stoletja je mnogo matematikov našlo vrste s pospešeno konvergenco za izračun decimalk {\displaystyle \zeta (3)\!\,}. Od 1990-ih se je to iskanje osredotočilo na računsko učinkovite vrste s veliko stopnjo konvergence (glej razdelek Znane decimalke).
Naslednjo vrsto je našel Andrej Markov leta 1890, jo ponovno odkrila Hjortnaesova leta 1953, in še enkrat, kar je postalo znano širše, Apéry leta 1979:
{\displaystyle \zeta (3)={\frac {5}{2}}\sum _{k=1}^{\infty }(-1)^{k-1}{\frac {k!^{2}}{(2k)!k^{3}}}\!\,.}
Naslednja vrsta da (asimptotično) 1,43 novega pravilnega decimalnega mesta po členu:
{\displaystyle \zeta (3)={\frac {1}{4}}\sum _{k=1}^{\infty }(-1)^{k-1}{\frac {(k-1)!^{3}(56k^{2}-32k+5)}{(2k-1)^{2}(3k)!}}\!\,.}
Naslednja vrsta da (asimptotično) 3,01 novih pravilnih decimalnih mest na člen:
{\displaystyle \zeta (3)={\frac {1}{64}}\sum _{k=0}^{\infty }(-1)^{k}{\frac {k!^{10}(205k^{2}+250k+77)}{(2k+1)!^{5}}}\!\,.}
Naslednja vrsta da (asimptotično) 5,04 novih pravilnih decimalnih mest na člen:
{\displaystyle \zeta (3)={\frac {1}{24}}\sum _{k=0}^{\infty }(-1)^{k}{\frac {(2k+1)!^{3}(2k)!^{3}k!^{3}(126392k^{5}+412708k^{4}+531578k^{3}+336367k^{2}+104000k+12463)}{(3k+2)!(4k+3)!^{3}}}\!\,.}
Uporabili so jo za izračun Apéryjeve konstante na več milijonov pravilnih decimalnih mest.
Naslednja vrsta da (asimptotično) 3,92 novih pravilnih decimalnih mest na člen:
{\displaystyle \zeta (3)={\frac {1}{2}}\,\sum _{k=0}^{\infty }{\frac {(-1)^{k}(2k)!^{3}(k+1)!^{6}(40885k^{5}+124346k^{4}+150160k^{3}+89888k^{2}+26629{k}+3116)}{(k+1)^{2}(3k+3)!^{4}}}\!\,.}

### Po posameznih števkah
Broadhurst je leta 1998 podal vrsto, ki omogoča izračun poljubne dvojiške števke in zaradi tega je možno izračunati konstanto v skoraj linearnem času in logaritemskem prostoru.

### Thue-Morsejevo zaporedje
Apéryjeva konstanta se lahko predstavi tudi s členi Thue-Morsejevega zaporedja {\displaystyle (t_{n})_{n\geq 0}\!\,} kot sledi:
{\displaystyle \sum _{n\geq 1}{\frac {9t_{n-1}+7t_{n}}{n^{3}}}=8\zeta (3)\!\,.}
To je poseben primer naslednje formule, veljavne za vse {\displaystyle s\!\,} z realnim delom večjim od {\displaystyle 1\!\,}:
{\displaystyle (2^{s}+1)\sum _{n\geq 1}{\frac {t_{n-1}}{n^{s}}}+(2^{s}-1)\sum _{n\geq 1}{\frac {t_{n}}{n^{s}}}=2^{s}\zeta (s)\!\,.}

### Drugo
Naslednjo vrsto je našel Ramanudžan:
{\displaystyle \zeta (3)={\frac {7}{180}}\pi ^{3}-2\sum _{k=1}^{\infty }{\frac {1}{k^{3}(e^{2\pi k}-1)}}\!\,.}
Naslednjo vrsto je našel Plouffe leta 1998:
{\displaystyle \zeta (3)=14\sum _{k=1}^{\infty }{\frac {1}{k^{3}\sinh(\pi k)}}-{\frac {11}{2}}\sum _{k=1}^{\infty }{\frac {1}{k^{3}(e^{2\pi k}-1)}}-{\frac {7}{2}}\sum _{k=1}^{\infty }{\frac {1}{k^{3}(e^{2\pi k}+1)}}\!\,.}
Srivastava je zbral veliko vrst ({\displaystyle \zeta (2n+1),\,n\in \mathbb {N} \!\,}), ki konvergirajo k Apéryjevi konstanti. Na primer:
{\displaystyle \zeta (3)=-{\frac {6\pi ^{2}}{23}}\sum _{k=0}^{\infty }{\frac {(98k+121)\zeta (2k)}{2^{2k}(2k+1)(2k+2)(2k+3)(2k+4)(2k+5)}}\!\,,}
ki konvergira hitreje kot Eulerjeva ali Markova.

## Integralske predstavitve
Za Apéryjevo konstanto obstaja mnogo integralskih predstavitev. Nekatere so enostavne, druge pa bolj zapletene.

### Enostavne formule
Naslednji izraz na primer sledi iz vsote za Apéryjevo konstanto:
{\displaystyle \zeta (3)=\int _{0}^{1}\!\!\int _{0}^{1}\!\!\int _{0}^{1}{\frac {1}{1-xyz}}\,\mathrm {d} x\,\mathrm {d} y\,\mathrm {d} z\!\,.}
Naslednja dva sledita iz dobro znanih integralskih formul za Riemannovo funkcijo zeta:
{\displaystyle \zeta (3)={\frac {1}{2}}\int _{0}^{\infty }{\frac {x^{2}}{e^{x}-1}}\,\mathrm {d} x\!\,}
in:
{\displaystyle \zeta (3)={\frac {2}{3}}\int _{0}^{\infty }{\frac {x^{2}}{e^{x}+1}}\,\mathrm {d} x\!\,.}
Naslednji sledi iz Taylorjevega razvoja funkcije {\displaystyle \chi _{3}(e^{ix})\!\,} okrog točke {\displaystyle x=\pm \pi /2\!\,}, kjer je {\displaystyle \chi _{\nu }(z)\!\,} Legendrova funkcija hi:
{\displaystyle \zeta (3)={\frac {4}{7}}\int _{0}^{\frac {\pi }{2}}x\log {(\sec {x}+\operatorname {tg} {x})}\,\mathrm {d} x\!\,.}
Izraz je podoben izrazu:
{\displaystyle G={\frac {1}{2}}\int _{0}^{\frac {\pi }{2}}\log {(\sec {x}+\operatorname {tg} {x})}\,\mathrm {d} x\!\,,}
kjer je {\displaystyle G\!\,} Catalanova konstanta.

### Bolj zapletene formule
Med druge formule spadajo:
{\displaystyle \zeta (3)=\pi \!\!\int _{0}^{\infty }\!{\frac {\cos(2\operatorname {arctg} {x})}{\left(x^{2}+1\right)\left(\cosh {\frac {1}{2}}\pi x\right)^{2}}}\,\mathrm {d} x\!\,}
in:
{\displaystyle \zeta (3)=-{\frac {1}{2}}\int _{0}^{1}\!\!\int _{0}^{1}{\frac {\log(xy)}{\,1-xy\,}}\,\mathrm {d} x\,\mathrm {d} y=-\int _{0}^{1}\!\!\int _{0}^{1}{\frac {\log(1-xy)}{\,xy\,}}\,\mathrm {d} x\,\mathrm {d} y\!\,.}
S kombinacijo obeh izrazov se lahko dobi izraz:
{\displaystyle \zeta (3)=\int _{0}^{1}\!\!{\frac {\log(x)\log(1-x)}{\,x\,}}\,\mathrm {d} x\!\,.}
S simetrijo sledi:
{\displaystyle \zeta (3)=\int _{0}^{1}\!\!{\frac {\log(x)\log(1-x)}{\,1-x\,}}\,\mathrm {d} x\!\,.}
S seštevanjem obeh izrazov sledi:
{\displaystyle \zeta (3)={\frac {1}{2}}\int _{0}^{1}\!\!{\frac {\log(x)\log(1-x)}{\,x(1-x)\,}}\,\mathrm {d} x\!\,.}
In tudi:
{\displaystyle {\begin{aligned}\zeta (3)&={\frac {8\pi ^{2}}{7}}\!\!\int _{0}^{1}\!{\frac {x\left(x^{4}-4x^{2}+1\right)\log \log {\frac {1}{x}}}{\,(1+x^{2})^{4}\,}}\,\mathrm {d} x\\&={\frac {8\pi ^{2}}{7}}\!\!\int _{1}^{\infty }\!{\frac {x\left(x^{4}-4x^{2}+1\right)\log \log {x}}{\,(1+x^{2})^{4}\,}}\,\mathrm {d} x\!\,.\end{aligned}}}
Povezava z odvodi funkcije gama:
{\displaystyle \zeta (3)=-{\tfrac {1}{2}}\Gamma '''(1)+{\tfrac {3}{2}}\Gamma '(1)\Gamma ''(1)-{\big (}\Gamma '(1){\big )}^{3}=-{\tfrac {1}{2}}\,\psi ^{(2)}(1)\!\,}
je tudi zelo uporabna za izpeljavo različnih integralskih izrazov prek znanih integralskih formul za funkcijo gama in funkcije poligama.

## Povezava z drugimi funkcijami
Apéryjeva konstanta se pojavlja tudi pri razvoju funkcije gama v Taylorjevo vrsto:
{\displaystyle \Gamma (1+\varepsilon )=e^{-\gamma \varepsilon }\left[1+{\tfrac {1}{12}}\pi ^{2}\varepsilon ^{2}-{\tfrac {1}{3}}\zeta (3)\varepsilon ^{3}+O(\varepsilon ^{4})\right]\!\,,}
kjer je v prispevku množitelja {\displaystyle e^{-\gamma \varepsilon }\!\,} Euler-Mascheronijeva konstanta {\displaystyle \gamma \!\,}.
Apéryjeva konstanta je povezana tudi z vrednostmi trilogaritma {\displaystyle \operatorname {Li} _{3}(z)\!\,} (posebnega primera polilogaritma {\displaystyle \operatorname {Li} _{s}(z)\!\,}):
{\displaystyle \operatorname {Li} _{3}(1)=\zeta (3)\!\,.}
Za {\displaystyle z=1\!\,} se funkcija polilogaritma zreducira na Riemannovo funkcijo zeta:
{\displaystyle \operatorname {Li} _{s}(1)=\zeta (s),\qquad (\operatorname {Re} (s)>1)\!\,.}
{\displaystyle \operatorname {Li} _{3}\left({\tfrac {1}{2}}\right)={\tfrac {1}{6}}(\ln 2)^{3}-{\tfrac {1}{12}}\pi ^{2}\ln 2+\lambda (3)=0,53721\ 31936\ 08040\ 20094\ 06232\ 2559496582\ 66704\ 02499\ldots \!\,,} (OEIS A099217)
kjer je {\displaystyle \lambda (s)\!\,} Dirichletova funkcija λ, definirana kot:
{\displaystyle \lambda (3)=\sum _{n=0}^{\infty }{\frac {1}{(2n+1)^{3}}}=\lambda (2)J(1)-\beta (1)J(2)=\left(1-{\frac {1}{2^{3}}}\right)\zeta (3)={\frac {7\zeta (3)}{8}}=1,05179\ 97902\ 64644\ 99972\ 47708\ 91322\ 51874\ 19193\ 63005\ldots \!\,,} (OEIS A233091)
kjer je {\displaystyle \beta (s)\!\,} Dirichletova funkcija β, {\displaystyle J(s)\!\,} pa integralska funkcija.

## Znane števke
Število znanih števk Apéryjeve konstante {\displaystyle \zeta (3)\!\,} se je v zadnjih desetletjih zelo povečalo in zdaj znaša več kot {\displaystyle 2\cdot 10^{12}\!\,}. To je posledica povečanja zmogljivosti računalnikov kot tudi izboljšav algoritmov.
| datum              | desetiške števke | avtor                             |
| ------------------ | ---------------- | --------------------------------- |
| 1735               | 16               | Leonhard Euler                    |
| okoli 1880         | 16               | Adrien-Marie Legendre             |
| 1887               | 32               | Thomas Joannes Stieltjes          |
| 1996               | 520000           | Greg J. Fee, Simon Plouffe        |
| 1997               | 1000             | Bruno Haible, Thomas Papanikolaou |
| maj 1997           | 10536006         | Patrick Demichel                  |
| februar 1998       | 14000074         | Sebastian Wedeniwski              |
| marec 1998         | 32000213         | Sebastian Wedeniwski              |
| julij 1998         | 64000091         | Sebastian Wedeniwski              |
| december 1998      | 128000026        | Sebastian Wedeniwski              |
| september 2001     | 200001000        | Shigeru Kondo, Xavier Gourdon     |
| februar 2002       | 600001000        | Shigeru Kondo, Xavier Gourdon     |
| februar 2003       | 1000             | Patrick Demichel, Xavier Gourdon  |
| april 2006         | 10000            | Shigeru Kondo, Steve Pagliarulo   |
| 21. januar 2009    | 15510000         | Alexander J. Yee, Raymond Chan    |
| 15. februar 2009   | 31026000         | Alexander J. Yee, Raymond Chan    |
| 17. september 2010 | 100000001000     | Alexander J. Yee                  |
| 23. september 2013 | 200000001000     | Robert J. Setti                   |
| 7. avgust 2015     | 250000           | Ron Watkins                       |
| 21. december 2015  | 400000           | Dipanjan Nag                      |
| 13. avgust 2017    | 500000           | Ron Watkins                       |
| 26. maj 2019       | 1000             | Ian Cutress                       |
| 26. julij 2020     | 1200000100       | Seungmin Kim                      |
| 22 december 2023   | 2020569031595    | Andrew Sun                        |

## Verižni ulomki
Navadni neskončni verižni ulomek Apéryjeve konstante je: (OEIS A013631)
{\displaystyle \zeta (3)=[1;4,1,18,1,1,1,4,1,9,9,2,1,1,1,2,7,1,1,7,11,1,1,1,\cdots ]\!\,.}
Ni znano ali je ta verižni ulomek periodičen ali ne.
Prvi posplošeni verižni ulomek Apéryjeve konstante s pravilnostjo sta neodvisno odkrila Stieltjes in Ramanudžan:
{\displaystyle \zeta (3)=1+{\cfrac {1}{4+{\cfrac {1^{3}}{1+{\cfrac {1^{3}}{12+{\cfrac {2^{3}}{1+{\cfrac {2^{3}}{20+{\cfrac {3^{3}}{1+{\cfrac {3^{3}}{28+{\cfrac {\dots }{\dots +{\cfrac {n^{3}}{1+{\cfrac {n^{3}}{4(2n+1)+\dots }}}}}}}}}}}}}}}}}}}}\!\,}
Lahko se pretvori v obliko:
{\displaystyle \zeta (3)=1+{\cfrac {1}{5-{\cfrac {1^{6}}{21-{\cfrac {2^{6}}{55-{\cfrac {3^{6}}{119-{\cfrac {4^{6}}{225-{\cfrac {\dots }{\dots +{\cfrac {n^{6}}{(2n^{3}+3n^{2}+11n+5)+\dots }}}}}}}}}}}}}}\!\,}
Apéry je lahko pospešil konvergenco v obliki:
{\displaystyle {\begin{aligned}\zeta (3)&={\frac {6}{5}}-{\cfrac {1^{6}}{117-{\cfrac {2^{6}}{535-{\cfrac {3^{6}}{1436-{\cfrac {4^{6}}{3105-{\cfrac {\dots }{\dots +{\cfrac {n^{6}}{(34n^{3}+51n^{2}+27n+5)+\dots }}}}}}}}}}}}\\&=5+K_{n=1}^{\infty }{\frac {-n^{6}}{17\left[n^{3}+(n+1)^{3}\right]-12(2n+1)}}\end{aligned}}\!\,.}

## Obratna vrednost
Obratna vrednost {\displaystyle \zeta (3)\!\,} (OEIS A088453):
{\displaystyle {\frac {1}{\zeta (3)}}=0,83190\ 73725\ 80707\ 46868\ 31262\ 78821\ 53073\ 44170\ 56397\ldots \!\,}
predstavlja verjetnost, da bo katerokoli od treh naključno izbranih pozitivnih celih števil, tuje drugima dvema v smislu, da ko gre {\displaystyle N\!\,} proti neskončnosti, se bo verjetnost, da tri pozitivna cela števila, manjša od {\displaystyle N\!\,} in izbrana enakomerno naključno, ne bodo imela skupnega prafaktorja, približevala tej vrednosti. Verjetnost za {\displaystyle n\!\,} pozitivnih celih števil je enaka {\displaystyle 1/\zeta (n)\!\,}. V enakem smislu je verjetnost, da naključno izbrano pozitivno celo število ne bo enakomerno deljivo s kubom celega števila, večjega od 1. Verjetnost za nedeljivost z {\displaystyle n\!\,}-to potenco je enako {\displaystyle 1/\zeta (n)\!\,}.

## Razširitev naζ(2n+ 1)
Mnogi so poskušali razširiti Apéryjev dokaz, da je {\displaystyle \zeta (3)\!\,} iracionalno število, na druge vrednosti Riemannove funkcije zeta z lihimi argumenti. Neskončno mnogo števil oblike {\displaystyle \zeta (2n+1)\!\,} mora biti iracionalnih, in vsaj eno od števil {\displaystyle \zeta (5)\!\,}, {\displaystyle \zeta (7)\!\,}, {\displaystyle \zeta (9)\!\,} in {\displaystyle \zeta (11)\!\,} mora biti iracionalno.

## Praštevila iz števk
Če se iz števk Apéryjeve konstante brez upoštevanja decimalne vejice zaporedoma sestavljajo števila, so prva taka števila, ki so tudi praštevila (OEIS A119333) za {\displaystyle n=10,55,109,141,\ldots \!\,} (OEIS A119334):
{\displaystyle 1202056903\!\,,}
{\displaystyle 1202056903159594285399738161511449990764986292340498881\!\,,}
{\displaystyle 1202056903159594285399738161511449990764986292340498881}
{\displaystyle \qquad \qquad 792271555341838205786313090186455873609335258146199157\!\,,}
{\displaystyle 1202056903159594285399738161511449990764986292340498881\!\,}
{\displaystyle \qquad \qquad 792271555341838205786313090186455873609335258146199157\!\,}
{\displaystyle \qquad \qquad 79526071941849199599867328321377\!\,.}
{\displaystyle \ldots \!\,}
Naslednja števila so na primer sestavljena:
{\displaystyle 12020569=11\cdot 1092779\!\,,}
{\displaystyle 12020569031=43^{2}\cdot 223\cdot 29153\!\,,}
{\displaystyle 1202056903159=7\cdot 271\cdot 17791\cdot 35617\!\,,}
{\displaystyle 120205690315959=3\cdot 179203\cdot 223593151\!\,,}
{\displaystyle 12020569031595942853=7\cdot 211\cdot 7260439\cdot 1120938151\!\,,}
{\displaystyle 120205690315959428539=37\cdot 101\cdot 565177\cdot 56913782411\!\,,}
{\displaystyle 1202056903159594285399=443\cdot 6427\cdot 16008833\cdot 26372623\!\,,}
{\displaystyle 12020569031595942853997=13\cdot 924659156276610988769\!\,,}
{\displaystyle 120205690315959428539973=29\cdot 4145023803998600984137\!\,,}
{\displaystyle \ldots \!\,}